# Virtual fountains
Virtual fountains is een driedelig artistiek kunstwerk (bron, waterval en fontein) in Amsterdam-Zuid.

## Heden (2022)
Het kunstwerk, waarbij de drie delen weer opgesplitst zijn, staat in het plantsoen behorend bij het Europaplein, dat tegenover de RAI Amsterdam is gesitueerd en jarenlang (1948-1981) het eindpunt vormde van tramlijn 4. Kunstenaar Femke Schaap (geboren 1972, afgestudeerd aan het Sandberg Instituut) combineerde terrazzo gietsteen met Noors marmer. Een toevoeging zijn lichtprojecties. Als ze in het licht staan lijkt het straatmeubilair; ingebouwde zitplaatsen, maar dan spierwit. Sommige vlakken van de “meubels” zijn door etsing voorzien van reliëfs die aan stromend water moeten laten denken. In donker tussen schemering en schemering laten lichtprojecties virtueel water zien, dat langs de constructies loopt en er vanaf spat.
Schaap vond, volgens de infosteen van Buitenkunst Amsterdam, haar inspiratie uit het verleden. Hier lag ooit water, dat werd ingepolderd. Bovendien werd hier in de Amsterdamse tijd gebouwd aan de Rivierenbuurt en één van de belangrijkste wegen, de President Kennedylaan, die uitmondt op het plein heette tussen 1935 en 1964 Rivierenlaan. Bovendien werd er onder het plein in 2020 een waterberging van 400 m³ aangebracht. Het plantsoenmeubilair zit verankerd aan die berging.  De kunstenaar wilde het water ook weer bovengronds laten zien, aldus de infotegels.

## Geschiedenis tot 2022
Op de infosteen werd niet vermeld dat dit al een ouder kunstwerk is; het stamt
uit circa 2009. Schaap maakte het oorspronkelijk voor de Theophile de Bockstraat, Amsterdam-Zuid. Omwonenden vonden het na lange discussie tussen 2014 en 2018 dat dat geen juiste plek was voor wat dan nog WEstLAndWElls heette.
De Amsterdamse burgemeester Van der Laan
schreef in 2016 een brief over de kwestie aan de gemeenteraad . Ook kwam de kwestie voor de rechtbank. De rechtbank besloot dat de Gemeente Amsterdam een nieuwe plaats moest zoeken. De keus viel op het Europaplein, maar ook de buurtbewoners aldaar zagen het in eerste instantie niet zitten. Ze deelden de mening van de bewoners van De Bockstrook in Zuid, dat de lichtbeelden met een prijskaartje van 200.000 euro verkeersdeelnemers in verwarring zouden brengen, ook vogels zouden er last van hebben. Voorbijgangers zouden epileptische verschijnselen kunnen krijgen. Meewoog dat de bewoners van het Europaplein zich onvoldoende gehoord voelden bij de herinrichting van het plantsoen, waarbij parkeerplaatsen verdwenen. Er werd onderzoek verricht naar de gevolgen van de lichtverstrooiing, waarbij bleek dat deze onder het peil van een normale lantaarnpaal bleef. Ook door buurtbewoners te verwachten verwondingen
van spelende kinderen werd onderzocht, met een negatief resultaat voor de bewoners. Er moest nog wel overleg gepleegd worden met de "Commissie Ruimtelijke
Kwaliteit", omdat het werk in een gebied staat dat is aangemerkt als Beschermd stadsgezicht.
In die periode had Femke Schaap overigens een nieuwe opdracht ontvangen; in 2022 werd het kunstwerk Zeee van haar aan het werk gezet bij de voormalige vuurtoren op Schiermonnikoog. Het was een tijdelijk kunstwerk (juli-augustus 2022) waarbij opnieuw met licht werd gewerkt. 